# Oblo Brdo (Bośnia i Hercegowina)
Oblo Brdo (cyr. Обло Брдо) – wieś w Bośni i Hercegowinie, w Republice Serbskiej, w gminie Bileća. W 2013 roku liczyła 19 mieszkańców.